# Катастрофа на авиашоу Фарнборо (1952)
Катастрофа на авиашоу Фарнборо  — авиационная катастрофа 6 сентября 1952 года британского реактивного истребителя DH.110, который подвергся разрушению и взорвался в воздухе, после чего упал на толпу зрителей, присутствующих на авиашоу в Фарнборо. В результате катастрофы погибли пилоты, также 29 зрителей, ещё 69 получили тяжёлые ранения.
6 сентября 1952 года состоялся первый послевоенный авиасалон в Фарнборо, который собрал на лётном поле Испытательного центра королевских ВВС больше 100 000 зрителей. Пилот истребителя пытался развлечь зрителей тем, что разгонял самолёт до сверхзвуковой скорости и пикировал на трибуну, пытаясь направить ударную волну в сторону зрителей. Первый пролёт завершился удачно. При заходе на второй круг, на сверхзвуковой скорости самолёт развалился на фрагменты и врезался в землю. Обломки самолёта изрешетили толпу. Пилот Джон Дерри и наблюдатель на борту Тони Ричардс погибли.